# ジョニー・デバイン
ジョニー・デバイン（Johnny Devine、1974年4月27日 - ）は、カナダのプロレスラー。本名はジョン・パーソナイジ（John Parsonage）といい、TNA、WWEでの活動を経て現在はインディー団体で活動している。

## 来歴
10代の頃に友人と共にレスリングのショーに出場していた。ガーデン・シティカレッジ高校卒業後にアメリカのミネソタ州の大学へ通っている。大学卒業後はカナダ陸軍に入隊、1997年にアルバータ州カルガリーへ配属された際にブレット・ハートと出会ったことでレスラーになることを決意した。8月にハート・ダンジョンでスチュ・ハートの息子であるブルース・ハートの元でトレーニングを開始し、10月にデビューしている。デビュー後はカナダ西部のインディー団体を中心に活動するようになり、1999年4月にはハート・ファミリーが運営し、復活したスタンピード・レスリングに参戦している。2001年に短い間だけウェスタン・カナディアン・エクストリーム・レスリング（Western Canadian Extreme Wrestling）に参戦している。その後はECWやWWFのダークマッチに登場している。右肩を深刻に負傷している時期は自分の団体、ヤング・ライオンズ・レスリングを運営している。
2004年2月にTNAにチーム・カナダの一員でデビュー。5月にピーティー・ウィリアムズ、ボビー・ルード、エリック・ヤングと共にTNAワールドXカップに参加している。2004年6月に入るとチーム・カナダは3Live Kruと抗争を開始する。しかし、2004年9月にテネシー州ナッシュビルのバー、バーナッシュでアンディ・ダグラスと店を出た際に口論に巻き込まれてしまい、デバインは胆嚢に刺し傷を負ってしまい、結果6週間欠場し、12月上旬に復帰している。
2005年3月にテネシー州ミシシッピのミシシッピ・レスリング（Memphis Wrestling）でエリック・ヤングと共にミッド・サウザン・タッグチーム王座を賭けた試合中に内側側副靱帯と前十字靭帯を切断したため、手術を行うために一時的にリングから遠ざかっている。怪我をしている最中はスコット・ダモールのキャン・アム・レスリング・スクール（Can Am Wrestling School）でトレーナーとして働いたり、様々なインディー団体でアナウンサーとして活動したりしていた。
7月にカナダのインディー団体で復帰し、8月にはWWEのSmackdown!にJPパーソンズ（JP Parsons）としてルフィ・シルバースタインとタッグを組み、ロード・ウォリアー・アニマルとハイデンライクと対戦している。10月にマニトバ州ウィニペグで復帰するものの、復帰2週間後にナッシュビルのバーで負った刺し傷の治療が不適切だったことを発表、2006年1月末に手術をしている。その後オンタリオ州ウィンザーへ移っている。
2006年5月にTNAに再び参戦している。6月末にTNAマネージメント・ディレクターのジム・コレットによりチーム・カナダは解散を宣言されて解散している。解散後はパパラッチギミックだったアレックス・シェリーのユニット、パパラッチ・プロダクションズに加入しアシスタントとして登場するようになるが、すぐに追い出されている。ユニット脱退後はマット・ベントレーとフランキー・カザリアンとタッグを組むようになり、3人はセロトニン（Serotonin）と呼ばれ、セロトニンはレイヴェンと合流する。この時期にリングネームをハボック（Havok）に変えるもカザリアンはフェイス・ターン、ベントリーは解雇になり、レイヴェンは消えてしまい自然解散してしまう。解散後はチーム3Dと共闘するようになり、リングネームをジョニー・デバイン（Johnny Devine）に変え、チーム3Dからブラザー・デバイン（Brother Devine）の名前をもらっている。
11月に元チーム・カナダのピーティー・ウィリアムズと対戦してダブルアーム・パイルドライバーで勝利している。また、この試合の際に入場曲とコスチュームを変え、生意気な態度をとるようになった。翌2008年1月末にはジェイ・リーザルの持つTNA Xディヴィジョン王座を賭けて試合を行ない、ブラザー・レイの介入をはさみ試合に勝利して王座を獲得している。しかし2月のAgainst All OddsでXディヴィジョン王座を賭け、チーム3Dと組みモーター・シティ・マシンガンズ、リサールと対戦するものの敗北し、タイトルを手放している。10月のBound for Gloryでワン・コンテンダーズ・スティール・アサイラムに参加し、翌日にTNAからリリースされている。
TNAリリース後はカナダのインディー団体であるBSEプロレスリングで仕事している。

## 得意技
デバイン・ドリラー
ファイヤーマンズキャリーで肩に担ぎ上げた相手を持ち上げマットにフェイス・バスターの要領で落とす技
デバイン・ドライバー
パンプハンドルで持ち上げてからのみちのくドライバーII
デバイン・インターベーション
ダブルアーム式パイルドライバー
ファイブスター・ムーンサルト
ムーンサルト・プレスからのフロッグ・スプラッシュ。デバイン・インターベーションとして使用していた時期があった。
デバインDDT
相手の足をロープにかけてのインプラント式DDT。別名「タランチュラDDT」。
デバイン・レトリビューション
フランケンシュタイナー
ラブ・ガン・ムーンサルト
スプリッド・レッグ・ムーンサルト・プレス
- シューティング・スター・プレス
- ダイビング・クロス・ボディ
- ハリケーン・ラナ
- 延髄斬り

## 獲得タイトル
GCW（Great Canadian Wrestling）
- GCWナショナル王座 ：1回
- GCWタッグ王座 ：1回（w/マイケル・エルジン）

Memphis Wrestling
- Memphis南部タッグ王座 ：1回（w/エリック・ヤング）

Stampede Wrestling
- Stampedeブリティッシュ・コモンウェルス・ミッドヘビー級王座 ：1回
- Stampedeインターナショナル・タッグ王座 ：1回（w/グレッグ・パルーク）

TRCW（Top Rope Championship Wrestling）
- TRCWジュニアヘビー級王座 ：1回
- TRCWタッグ王座 ：1回（w/リック・ヴェイン）

TNA（Total Nonstop Action Wrestling）
- TNA Xディヴィジョン王座 ：1回

WCEW（Western Canadian Extreme Wrestling）
- WCEWクルーザー級王座 ：1回